# Kage chan Pack ~Kimi to Boku no Daikoushin~
Kage chan Pack ~Kimi to Boku no Daikoushin~ é uma coletânea de Hironobu Kageyama lançada em 14 de fevereiro de 2018 pela Columbia Records. Contém músicas da época em que Kageyama fazia álbuns com a gravadora, incluindo canções de Dragon Ball Z, Os Cavaleiros do Zodíaco, Esquadrão Relâmpago Changeman e outros. São 2 CDs com 38 faixas no total.

## Produção
O álbum é parte das comemorações dos 40 anos de carreira do cantor, e foi lançado no mesmo dia que o álbum de covers Dare ga Cover Yanen Anison Show. 

## Recepção
Sobre o álbum, o site O CD Journal comentou que o álbum "nos faz lembrar das grandes conquistas desta lenda do mundo das anisons."
O álbum chegou à 68ª posição na Billboard Japan, e à 79ª no Oricon Albums Chart.

## Faixas
| CD1            |                                     |                  |                                      |                               |         |  |
| N.º            | Título                              | Letras           | Música                               | Usada em:                     | Duração |  |
| 1.             | "Cha-La Head-Cha-La"                | Yukinojo Mori    | Chiho Kiyooka e Kenji Yamamoto       | Dragon Ball Z                 | 3:19    |  |
| 2.             | "Kimi wa Transformer"               | Keisuke Yamakawa | Katsunori Ishida e Takamune Negishi  | Transformers: The Headmasters | 2:45    |  |
| 3.             | "Choujin Sentai Jetman"             | Toyohisa Araki   | Gouji Tsuno                          | Jetman                        | 3:17    |  |
| 4.             | "Honoo no Violence"                 | Machiko Ryu      | Masayuki Kichi e Seichi Kyouda       | MD Geist                      | 4:09    |  |
| 5.             | "NEVER STOP Changeman"              | Yoshiaki Sagara  | Katsuo Ohno e Tatsumi Yano           | Changeman                     | 3:04    |  |
| 6.             | "Senshitachi no Kyuusoku"           | Konosuke Fuji    | Keiju Ishikawa                       | The Pirates of Dark Water     | 5:02    |  |
| 7.             | "Blue Dream"                        | Eiko Kyo         | H. Kageyama, BROADWAY e Kenichi Sudo | Os Cavaleiros do Zodíaco      | 4:12    |  |
| 8.             | "Hijou no Soldier"                  | M. Ryu           | M. Kichi e S. Kyouda                 | MD Geist                      | 4:26    |  |
| 9.             | "Hikari Sentai Maskman"             | Masao Urino      | Daito Fujita e Daisuke Inoue         | Maskman                       | 3:25    |  |
| 10.            | "Bokutachi wa Tenshi Datta"         | Yukinojo Mori    | Osamu Totsuka e Takeshi Ike          | Dragon Ball Z                 | 3:52    |  |
| 11.            | "Soldier Dream"                     | Natsumi Tadano   | Hiroaki Matsuzawa e BROADWAY         | Os Cavaleiros do Zodíaco      | 3:36    |  |
| 12.            | "Dengeki Sentai Changeman"          | Yoshiaki Sagara  | K. Ohno e T. Yano                    | Changeman                     | 2:59    |  |
| 13.            | "Stardust Boys"                     | Yuu Aku          | Kisaburo Suzuki e Kazuya Izumi       | Uchuusen Sagittarius          | 2:58    |  |
| 14.            | "WE GOTTA POWER"                    | Y. Mori          | K. Ishikawa                          | Dragon Ball Z                 | 4:00    |  |
| 15.            | "Dark Water ~Aisubeki Senshitachi~" | K. Fuji          | K. Ishikawa                          | The Pirates of Dark Water     | 3:54    |  |
| 16.            | "Ai no Soldier"                     | Urino            | D. Inoue e D. Fujita                 | Maskman                       | 3:22    |  |
| 17.            | "The Headmasters"                   | K. Yamakawa      | Ishida e Negishi                     | Transformers: The Headmasters | 3:31    |  |
| 18.            | "Yume Kounen"                       | Y. Aku           | K. Suzuki e K. Izumi                 | Uchuusen Sagittarius          | 3:58    |  |
| 19.            | "Kokoro wa Tamago"                  | Toyohisa Araki   | G. Tsuno e K. Yamamoto               | Jetman                        | 3:57    |  |
| 20.            | "Aitsu ga Tadashii Yakisoban"       | Kazunori Saita   | Toshiyuki Omori                      | UFO Kamen Yakisoban           | 2:57    |  |
| Duração total: | Duração total:                      | Duração total:   | Duração total:                       | Duração total:                | 72:53   |  |

| CD2            |                                       |                   |                                 |                                     |         |  |
| N.º            | Título                                | Letras            | Música                          | Usada em:                           | Duração |  |
| 1.             | "Kishin Douji Zenki"                  | Reo Rinozuka      | G. Tsuno                        | Zenki                               | 4:16    |  |
| 2.             | "HEATS"                               | Tetsuo Kudoh      | Hitoshi Haba e Kenichi Sudo     | Shin Getter Robo                    | 4:03    |  |
| 3.             | "Ba-Bi-Bu-Be Beast Wars"              | Takeshi Ike       | T. Ike                          | Beast Wars Metal                    | 3:57    |  |
| 4.             | "Wasure Kaketa Fairy Tale"            | Kazunori Ashizawa | K. Ashizawa                     | Kamen Rider SD                      | 2:51    |  |
| 5.             | "My Name Is Cowboy"                   | G. Tsuno          | G. Tsuno                        | Bakusou Kyoudai Let's & Go          | 3:23    |  |
| 6.             | "Power Up Turtles"                    | Y. Mori           | T. Ike                          | Mutant Turtles: Chōjin Densetsu-hen | 3:47    |  |
| 7.             | "Casshan ~Kaze no Bohyou~"            | R. Rinozuka       | Hiroaki Matsuzawa               | Casshern                            | 3:55    |  |
| 8.             | "Tatakau Tame ni Umareta Senshi"      | Hiro Takada       | Asei Kobayashi                  | Ultraman vs. Kamen Rider            | 3:13    |  |
| 9.             | "Ima Kaze no Naka de"                 | Hideaki Takatori  | H. Takatori e Hiroaki Kagoshima | Hurricanger                         | 4:41    |  |
| 10.            | "GET THE WORLD"                       | R. Rinozuka       | G. Tsuno                        | Bakusou Kyoudai Letʹs & Go WGP      | 3:46    |  |
| 11.            | "Chou Kishin Zenki, Raigou Sei Rin!"  | R. Rinozuka       | G. Tsuno                        | Zenki                               | 4:55    |  |
| 12.            | "Sennen no Soldier"                   | Yumi Yoshimoto    | Takashi Tsushimi e Kyouda       | Beast Wars Metals                   | 5:01    |  |
| 13.            | "Naseba Naruhodo Robotack"            | Tamanosuke Oga    | Keiju Ishikawa                  | Tetsuwan Tantei Robotack            | 4:03    |  |
| 14.            | "Fighters"                            | Neko Oikawa       | Suzuki e Yohgo Kohno            | Dennou Boukenki Webdiver            | 4:44    |  |
| 15.            | "Tamashii no Evolution"               | Yoshimoto         | Suzuki e Y. Kohno               | Beast Wars Metals                   | 5:00    |  |
| 16.            | "STAND ALONE ~Kare Hateta Kokoro ni~" | R. Rinozuka       | G. Tsuno                        | Casshern                            | 5:11    |  |
| 17.            | "Dokkan Beat"                         | Arisu Sato        | T. Ike                          | Dokkan! Robo Tendon                 | 3:19    |  |
| 18.            | "HALLELUYAH"                          | T. Ike            | T. Ike                          | Beast Wars Metals                   | 4:36    |  |
| Duração total: | Duração total:                        | Duração total:    | Duração total:                  | Duração total:                      | 74:29   |  |